# Legge dei ritorni acceleranti

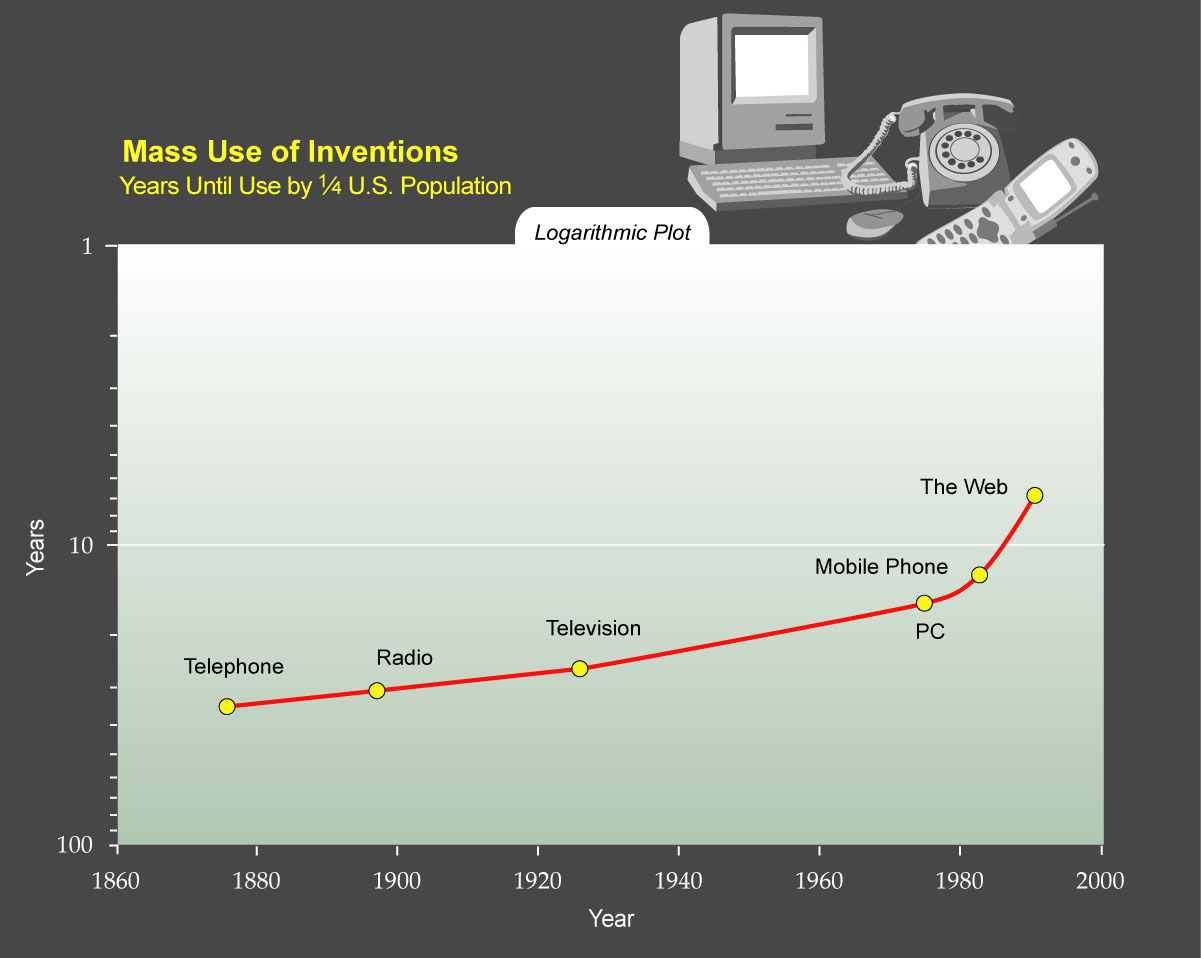
Esempio del progresso esponenziale nell'utilizzo di massa delle nuove invenzioni: anni necessari affinché una nuova tecnologia nel campo delle comunicazioni venga utilizzata da 1/4 della popolazione totale statunitense.

La legge dei rendimenti acceleranti è una legge della futurologia secondo la quale il tasso di progresso tecnologico è una funzione esponenziale e non lineare. La Legge dà il titolo ad un omonimo saggio di Raymond Kurzweil del 2001.
L'assunto fondamentale della legge dei rendimenti acceleranti è che nell'ambito dell'evoluzione tecnologica, ogni nuovo progresso renda possibili diversi progressi di livello più elevato invece che un singolo progresso, e coerentemente a ciò, che ogni anno un maggior numero di invenzioni e scoperte utili vengono effettuate rispetto all'anno precedente.
La legge dei rendimenti acceleranti è uno degli assunti di base secondo cui Raymond Kurzweil ha elaborato la teoria della singolarità GNR (Genetica, Nanotecnologia, Robot), secondo cui il prossimo stadio dell'evoluzione umana consiste nell'integrazione sempre più spinta ed estesa nel corpo umano di strutture tecnologiche derivanti dalla ricerca nanotecnologica e robotica.